# لورينزو تاليافيرو
لورينزو تاليافيرو (بالإنجليزية: Lorenzo Taliaferro)‏ هو لاعب كرة قدم أمريكية أمريكي، ولد في 23 ديسمبر 1991 في يوركتاون ‏ في الولايات المتحدة.

## وصلات خارجية
- لورينزو تاليافيرو على موقع مرجع كرة القدم المحترفة.كوم (الإنجليزية)